# Friedrich Wilhelm von Rex
Friedrich Wilhelm von Rex (* 29. November 1705 in Pobles; † 14. April 1763 in Dresden) war ein königlich-polnischer und kurfürstlich-sächsischer Generalleutnant und Chef der Karabiniergarde.

## Leben
Friedrich Wilhelm der vierte und jüngste Sohn von Carl Rex auf Pobles (1660–1716) aus dem meißnischen Uradelsgeschlecht der Herren von Rex, kursächsischer Ober-Steuereinnehmer und Vize-Oberhofrichter zu Leipzig sowie Oberhofmeister von Christiane Eberhardine, Ehefrau von August dem Starken und Kurfürstin von Sachsen. Seine Mutter war Carl von Rex′ zweite Ehefrau Christiana Elisabeth, geborene von Neitschütz (1680–1739). Sein älterer Bruder war der 1741 in den Grafenstand erhobene Carl August Rex, der durch Heirat Besitzer eines Rittergutes geworden war.
In der kursächsischen Armee wurde er 1746 zum Generalmajor und 1753 zum Generalleutnant befördert. Als solcher nahm er am Siebenjährigen Krieg teil. Von der Belagerung bei Pirna, die mit der Auflösung der kursächsischen Armee endete und den Startschuss für den Siebenjährigen Krieg gab, war Friedrich Wilhelm von Rex unmittelbar beteiligt. Dort geriet er in preußische Kriegsgefangenschaft, aus der er nur mit der Verpflichtung entlassen wurde, fortan nicht mehr aktiv am Kriegsgeschehen teilzunehmen. Er hielt sich an diese Verpflichtung und zog sich nach Zeitz zurück. Erst als im Februar 1763 der Frieden von Hubertusburg geschlossen wurde, erfolgte seine Reaktivierung. Friedrich Wilhelm von Rex beteiligte sich am Wiederaufbau der kursächsischen Armee, doch starb er bereits wenig später im April 1763 in Dresden.

## Familie
Rex heiratete am 6. Februar 1741 in Dresden Dorothea Sophia von Friesen (* 11. Mai 1823; † 17. Juni 1762), die jüngste Tochter des Generalleutnants Christian August von Friesen auf Rötha. Das Paar hinterließ die zwei Söhne:
- Friedrich August (* 21. April 1745; † 12. Februar 1812), kursächsischer Kammerjunker und Major ⚭ 9. Juli 1772 Christian Sophie Wilhelmine von Schlegel (* 5. August 1745; † 3. Februar 1796) verwitwete von Möllendorf, Eltern von Karl August Wilhelm von Rex
- Heinrich August Gottlob (* 11. Mai 1750; † 1804), kursächsischer Kapitän ⚭ Karoline Frederike von Kracht (* 1751; † 27. November 1825)